# کیکه ساوریو
کیکه ساوریو (انگلیسی: Kike Saverio؛ زادهٔ ۱۹ ژوئن ۱۹۹۹) بازیکن فوتبال اهل اکوادور است.
از باشگاه‌هایی که در آن بازی کرده‌است می‌توان به باشگاه فوتبال بارسلونا بی اشاره کرد.
وی همچنین در تیم ملی فوتبال زیر ۱۹ سال اسپانیا بازی کرده‌است.